# Nykøbing Sjælland
Nykøbing Sjælland es una pequeña ciudad danesa del norte de la isla de Selandia, junto al Isefjord. Forma parte del municipio de Odsherred, del que es la mayor localidad, y de la región administrativa de Selandia. Su población en 2013 es de 5.096 habitantes.

## Historia
La ciudad aparece por primera vez en la historia hacia 1300 como Nykiøbing ("nuevo lugar comercial") y con ello es una de las ciudades de Selandia con referencias históricas más antiguas. La iglesia es de la primera mitad del siglo XIII.
Durante la Edad Media la actividad principal fue la pesca del arenque. El privilegio de ciudad más antiguo que se conoce data de 1443. El estatus de ciudad comercial, que en principio debería haber impulsado el crecimiento de Nykøbing, nunca tuvo suficiente impacto, ya que el área bajo la influencia de la ciudad —la península de Odsherred— era bastante limitada.
En el siglo XVIII hubo cierto auge de la exportación de cereales daneses a Noruega, pero la ciudad no sacó mucha ventaja de la situación a causa de las malas condiciones de su puerto. Los campesinos de la península de Sjællands Odde obtuvieron permiso de exportar sus propios productos sin que estos pasaran por el puerto de Nykøbing Sjælland. Asimismo, otros campesinos comerciaban de manera ilegal con ciudades como Holbæk o Kalundborg. A mediados del siglo XVIII Nykøbing Sjælland no llegaba a los 500 habitantes, y era una de las ciudades más pequeñas de Selandia.
El siglo XIX mejoró las condiciones de la ciudad, Hacia 1850 se inauguraron nuevas instalaciones portuarias y en esa misma época se modernizaron los caminos terrestres. Sin embargo, la industrialización sólo llegó a la ciudad de manera marginal. En 1898 Nykøbing Sjælland se enlazó por ferrocarril con Holbæk. La comunicación por tren atrajo un turismo creciente a la región durante el siglo XX; se construyeron varias casas veraniegas, lo que ocasionó que la población creciera más del doble durante los veranos. 
Entre 1970 y 2006 la ciudad fue la capital del municipio de Nykøbing-Rørvig. Ese último año el municipio quedó abolido y el 1 de enero de 2007 se fusionó con dos municipios vecinos para formar el municipio de Odsherred. Aunque Nykøbing Sjælland es la localidad más poblada del nuevo municipio, la capital se estableció en Højby.